# حاييم بارليف

حاييم بارليف

حاييم بارليف (بالعبرية: חיים בר-לב‏) (1924 - 1994)، ولد في فيينا عام 1924 وهاجر إلى فلسطين عام 1939، حيث انضم إلى صفوف «البلماح» سرايا الصاعقة، واشترك عام 1942 في عملياتها التي استهدفت إخلاء الأراضي من سكانها العرب بالقوة، ثم تولى قيادة إحدى الكتائب في صحراء النقب أثناء حرب 1948 ثم عين قائدا للمنطقة الشمالية عام 1952.
تولى حاييم بارليف قيادة سلاح المدرعات أثناء العدوان الثلاثي على مصر عام 1956، وفي عام 1964 تولى قيادة العمليات بهيئة الأركان وكان له فضل تطوير سلاح المدرعات وحضر دراسات عسكرية متقدمة في باريس عام 1966 قبل استدعائه لتولي منصب نائب رئيس الأركان في مايو 1967 قُبيل حرب 1967.
وفي أوائل عام 1968 عين رئيساً للأركان حيث كان مسؤولا عن إقامة خط للتحصينات بمحاذاة قناة السويس عرف باسمه خط بارليف، وحينما سقطت هذه التحصينات في أيدى القوات المصرية في حرب أكتوبر عام 1973 طلب منه أحد الصحفيين تفسيرا لتآكل خط بارليف وانهياره بهذه السرعة فأنكر «بارليف» نسبة التحصينات إليه وتسميتها باسمه، وقال إن التسمية بدعة صحفية وليست تسمية رسمية. وقد أشرف «بارليف» على غارات العمق التي شنها الطيران الإسرائيلي على مصر في أوائل عام 1970 والتي ذهب ضحيتها عشرات الأطفال الأبرياء والعمال المدنيين في بحر البقر وأبو زعبل. كان حاييم بارليف أول من تبنى سياسة هدم ونسف المنازل العربية والمتبعة حتى الآن، وبقوة، لإرهاب المدنيين العرب وتحقيق العزلة بينهم وبين رجال المقاومة.

## وفاته
توفي في 17 مايو 1994 بتل أبيب.

## روابط خارجية
- حاييم بارليف على موقع مونزينجر (الألمانية)